# Love and Danger
Danger and Love è il decimo album solista del rapper statunitense Kool Keith, pubblicato il 5 giugno 2012 e distribuito da Junkadelic.
L'album ottiene recensioni miste, pur non riuscendo a classificarsi: il sito Metacritic gli assegna 68/100, voto basato su 6 recensioni.
| Recensione | Giudizio |
| ---------- | -------- |
| RapReviews | [ 2 ]    |
| HipHopDX   | [ 2 ]    |
| PopMatters | [ 2 ]    |

## Tracce
1. The Dangerous Liaisons (Intro) – 1:22 (musica: DJ Junkaz Lou)
2. You Love That – 2:25 (musica: DJ Junkaz Lou)
3. Cow-Boy Howdy (featuring Big Sche Eastwood) – 3:39 (musica: DJ Junkaz Lou)
4. New York – 4:35 (musica: DJ Junkaz Lou)
5. Vacation Spot – 3:41 (musica: DJ Junkaz Lou)
6. Supremacy – 4:16 (musica: DJ Junkaz Lou)
7. Impressions (featuring Keith Murray) – 3:50 (musica: DJ Junkaz Lou)
8. The Game is Free (featuring Megabone) – 5:12 (musica: DJ Junkaz Lou)
9. Who's the Man – 3:28 (musica: DJ Junkaz Lou)
10. Pull Your Hat Down (featuring Big Sche Eastwood) – 3:49 (musica: Big Sche Eastwood)
11. Autore musica Thoughts (featuring The I.M.O) – 3:40 (musica: DJ Junkaz Lou)
12. Something Special – 3:35 (musica: DJ Junkaz Lou)
13. I Never Hurt You – 4:29 (musica: DJ Junkaz Lou)
14. Lovin' Me (featuring Big Sche Eastwood) – 3:56 (musica: DJ Junkaz Lou)
15. Goodbye Rap – 3:24 (musica: DJ Junkaz Lou)

Durata totale: 55:21